# Liste deutscher Adelsgeschlechter/Z
| Name                                            | Zeitraum                                    | Anmerkungen | Wappen          |
| ----------------------------------------------- | ------------------------------------------- | --- | --------------- |
| Zabelstein                                      | 1152–1298                                   | fränkisches Adelsgeschlecht | –               |
| Zach (Zäh)                                      | ab 1581                                     | Salzburger und Tiroler Briefadelsgeschlecht |                 |
| Zadow                                           | ab 1402                                     | neumärkisches Uradelsgeschlecht |                 |
| Zähringer                                       | 11. Jahrhundert bis 1218/1439               | schwäbisches Fürstengeschlecht |                 |
| Zallinger                                       | seit 1664                                   | aus Bozen stammendes, österreichisches Briefadelsgeschlecht; 1664 Adelsstand |                 |
| Zamory                                          | ?                                           | hinterpommersches Adelsgeschlecht |                 |
| Zamoyski                                        | seit 1433                                   | polnische Magnatenfamilie; 1781 Legitimation bei der galizischen Landtafel als Grafen. |                 |
| Zandt von Merl                                  | seit 1120                                   | moselländisches Ritter- bzw. Adelsgeschlecht |                 |
| Zansen (genannt von der Osten)                  | seit 1570                                   | schwedisch-pommersches sowie finnländisches und preußisches Adelsgeschlecht |                 |
| Zanthier                                        | seit 1404                                   | anhaltisches Uradelsgeschlecht |                 |
| Zarnow                                          | 1523 bis 17. Jahrhundert (oder nach 1724 ?) | hinterpommersches Adelsgeschlecht |                 |
| Zarth                                           | 1528 bis Beginn 19. Jh.                     | erloschenes, pommersches Adelsgeschlecht |                 |
| Zásadský von Gamsendorf                         | ca. 1550 bis 1942                           | böhmische Adelsfamilie; 1811 österreichischer Freiherrenstand |                 |
| Zastrow                                         | seit 1270                                   | pommersches Uradelsgeschlecht |                 |
| Zborowski                                       | seit 1649                                   | galizisches Adelsgeschlecht; 1792 galizischer Grafenstand |                 |
| Zech                                            | 1716                                        | 1716 Adelsstand; 1729 Reichsfreiherrenstand; 1745 Reichsgrafenstand |                 |
| Zech                                            | ab 1751                                     | ungarisch-württembergisches Briefadelsgeschlecht; 1751 Freiherrenstand, 1802 Ritterstand |                 |
| Zech auf Neuhofen                               | seit 1638                                   | aus Schwaben stammendes Geschlecht; 1745 Reichsfreiherrenstand; 1773 Reichsgrafenstand; 1813 Immatrikulation in Bayern bei der Grafenklasse |                 |
| Zech-Burkersroda                                | 1815                                        | thüringisches Grafengeschlecht aus der Familie derer von Burkersroda |                 |
| Zech von Deybach                                | ab 1584                                     | Augsburger Patrizier- und Adelsgeschlecht; 1584: Reichsadel mit Wappenbesserung; 1627 Patriziat von Augsburg und Prädikat „von Deybach“; 1677 erbländisch-österreichischer Herren- und Freiherrenstand |                 |
| Zech von Tienden                                | ab 1581                                     | Salzburger und Tiroler Briefadelsgeschlecht |                 |
| Zeddelmann                                      | ?                                           | deutsch-baltisches Adelsgeschlecht, das sich nach Schweden, Deutschland und Russland ausweitete |                 |
| Zedlitz                                         | seit 1190                                   | Uradelsgeschlecht aus dem Pleißenland; 1608/1735 böhmischer, 1610 Reichsfreiherrenstand; 1722 ungarischer, 1741 preußischer Grafenstand (alles für unterschiedliche Linien). |                 |
| Zedtwitz                                        | seit 1235                                   | vogtländischer Uradel; Erhebungen in den Freiherrenstand bzw. Grafenstand für verschiedene Stämme zu unterschiedlichen Jahren |                 |
| Zehmen                                          | seit 1206                                   | meißnisch-sächsisches Uradelsgeschlecht; 1891 königlich-sächsischer Freiherrenstand |                 |
| Zehna                                           | 13. bis 15. Jahrhundert                     | erloschenes, mecklenburgisches Adelsgeschlecht |                 |
| Zeidler genannt Hofmann                         | seit 1603                                   | sächsisch-böhmisches Adelsgeschlecht |                 |
| Zeiskam                                         | seit 960                                    | pfälzisches Uradelsgeschlecht |                 |
| Zeisolf-Wolfram                                 | 10./11. Jahrhundert                         | erloschene mittelalterliche Gaugrafenfamilie mit Stammburg in der Nähe von Mühlacker | –               |
| Zelion genannt Brandis                          | bis ca. 1900                                | erloschenes, westfälisches Adelsgeschlecht; Erbsälzer; 1708 Reichsadelsstand |                 |
| Zelkinger                                       | um 1100                                     | österreichisches Adelsgeschlecht |                 |
| Zenge                                           | seit 1302                                   | thüringisches Adelsgeschlecht, das sich nach Preußen und Hannover ausbreitete |                 |
| Zenger                                          | 12. bis 17. Jh.                             | bayerisches Adelsgeschlecht |                 |
| Zephiris                                        | bis 1883                                    | erloschenes Tiroler Briefadelsgeschlecht; 1787 Freiherrenstand |                 |
| Zeppelin                                        | seit 1286                                   | mecklenburgisches Uradelsgeschlecht, das sich nach Württemberg, Bayern, Preußen und Dänemark ausbreitete; Linie Thürkow-Appelhagen (älterer Ast): 1792 Reichsgrafenstand; 1806 württembergischer Grafenstand für den jüngeren Ast derselben Linie.                                                                                       |                 |
| Zeromski-Brochwicz                              | seit 1761                                   | hinterpommersches Adelsgeschlecht |                 |
| Zerssen                                         | seit 1223                                   | schaumburgisches Adelsgeschlecht |                 |
| Zeschau                                         | seit 1206                                   | meißnisches Uradelsgeschlecht |                 |
| Zesterfleth                                     | seit 1317                                   | Bremischer Uradel |                 |
| Zeuner                                          | 1702 bis 20. Jh.                            | erloschenes badensisches Briefadelsgeschlecht; 1702 Reichsadelsstand |                 |
| Zeutsch                                         | bis 17. Jh.                                 | erloschenes thüringisches Adelsgeschlecht |                 |
| Zeyern                                          | um 1260 bis 1610                            | erloschenes fränkisches Adelsgeschlecht |                 |
| Zezschwitz                                      | seit 1228                                   | meißnische Uradelsfamilie |                 |
| Zglinicki                                       | ab 16. Jh.                                  | polnisch-preußisches Adelsgeschlecht |                 |
| Zichy                                           | seit Ende 12. Jh.                           | ungarisch-österreichisches Adelsgeschlecht; 1655 Freiherrenstand; 1679 Grafenstand |                 |
| Ziegenhain                                      | 1144–1450                                   | erloschenes hessisches Grafengeschlecht |                 |
| Ziegesar                                        | seit 1204                                   | kurbrandenburgisches Uradelsgeschlecht |                 |
| Ziegler / Ziegler und Klipphausen               | seit 1329                                   | aus der Markgrafschaft Meißen stammendes Geschlecht; Linie Dambrau: 1840 preußischer Freiherrenstand, Linie Gröditz 1883 österreichischer Freiherrenstand. |                 |
| Zierotin                                        | seit 1187                                   | böhmisch-mährische Uradelsfamilie; 1706 Reichsgrafenstand |                 |
| Zieten / Zieten-Schwerin / Ziethen              | 1300                                        | Havelländischer Uradel; 1817 preußischer Grafenstand für den Schwarzen Stamm, 1840 für den Roten Stamm. 1859 preußischer Grafenstand für einen Adoptivsohn des Friedrich Graf von Zieten als Graf von Zieten-Schwerin. 1883 preußischer Adelsstand (von Ziethen) für Ludwig Zieten, legitimierter Sohn des Joachim Balthasar von Zieten. | Schwarzer Stamm |
| Zimmern                                         | 1080–1594                                   | erloschenes Adelsgeschlecht in Südwestdeutschland; 1538 Grafenstand |                 |
| Zimmern-Grünsfeld                               | 1155–1. Hälfte 13. Jh.                      | schwäbisch-fränkisches Adelsgeschlecht |                 |
| Zinn von Zinnenburg                             | seit 1537                                   | Tiroler Briefadelsgeschlecht |                 |
| Zinzendorf                                      | seit 1114                                   | niederösterreichisches Uradelsgeschlecht; 1643 erbländisch-österreichischer Freiherrenstand; 1662 erbländisch-österreichischer Grafenstand; |                 |
| Zitzewitz                                       | seit 1168                                   | hinterpommersches Uradelsgeschlecht; 1909 preußischer Grafenstand in Primogenitur |                 |
| Zmijewski                                       | seit 14. Jh.                                | polnisch-pommerelisches Adelsgeschlecht |                 |
| Zmrzlík von Schweißing                          | seit 12. Jh.                                | altes böhmisches und österreichisches Adelsgeschlecht, das dem Ritterstand angehörte |                 |
| Zobel (Zobel von Giebelstadt)                   | seit 1557                                   | schwäbisch-fränkisches Briefadelsgeschlecht; 1733 Reichsadelsbestätigung |                 |
| Zobeltitz                                       | seit 1207                                   | Meißnischer Uradel |                 |
| Zoeckell                                        | 1753 bis 20. Jh.                            | böhmisch-livländisches Adelsgeschlecht; 1753 Reichsadelsstand |                 |
| Zoege von Manteuffel (Manteuffel genannt Zoege) | seit 1325                                   | baltisches Uradelsgeschlecht; Schwedische Linie: 1771 schwedischer Freiherrenstand; Linie Enneberg: 1759 Reichsgrafenstand; |                 |
| Zoller (1674)                                   | seit 1674                                   | bayerisches Briefadelsgeschlecht; 1674 Reichsadelsstand; 1816 bayerische Freiherren |                 |
| Zoller (1722)                                   | seit 1506                                   | aus Vorarlberg stammendes Geschlecht; 1506 kaiserlicher Wappenbrief; 1722 Reichsadelsstand |                 |
| Zollikofer von Altenklingen                     | seit 1578                                   | Schweizer Adelsgeschlecht |                 |
| Zollner vom Brand                               | 13. Jahrhundert bis 1776                    | erloschene Patrizierfamilie aus Bamberg; |                 |
| Zollner von Halberg                             | 1235–1640                                   | fränkisches Adelsgeschlecht |                 |
| Zollner von Rottenstein                         | 14. Jahrhundert bis 1546                    | erloschenes Ministerialengeschlecht der Bischöfe von Würzburg |                 |
| Zorn                                            | seit 1197                                   | Straßburger Patriziergeschlecht; 1773 französische Bestätigung des Freiherrenstandes. |                 |
| Zozenow                                         | 1389 bis Anfang 19. Jahrhundert             | erloschenes pommerscher Uradel |                 |
| Zrinski                                         | 1347–1703                                   | altes kroatisches Adelsgeschlecht; als Šubić seit 12. Jahrhundert Fürsten, 1554 Reichsgrafenstand (von Ferdinand I. von Habsburg) |                 |
| Zscheplitz                                      | ?                                           | erloschenes, sächsisches Adelsgeschlecht |                 |
| Zschock                                         | seit 1738                                   | preußisches Briefadelsgeschlecht, 1738 Reichsritterstand, 1787 und 1827 preußische Adelsrenovation |                 |
| Zu Rhein (lat.: de Reno)                        | seit 1164                                   | oberrheinisches Ministerialengeschlecht |                 |
| Züle                                            | 1254 bis 18. Jh.                            | lauenburgisches Adelsgeschlecht |                 |
| Züllnhart                                       | ?                                           | erloschenes fränkisch-schwäbisches Rittergeschlecht mit Sitz im Ritterkanton Odenwald |                 |
| Zülow                                           | seit 1313                                   | Mecklenburgischer Uradel |                 |
| Zuhm                                            | 1237–1747                                   | rügisches Geschlecht, Ausbreitung nach Holland |                 |
| Zum Jungen                                      | seit Mitte des 13. Jh.                      | Patriziergeschlecht in Mainz und Frankfurt |                 |
| Zumbusch                                        | 1651–1714                                   | aus Westfalen stammendes bayerisches Adelsgeschlecht; 1888 österreichischer Ritterstand |                 |
| zur Megede                                      | seit 1276                                   | elsässisch-westfälisches Adelsgeschlecht |                 |
| Zuylen                                          | seit 12. Jh.                                | niederrheinisch-niederländisch-belgisches Adelsgeschlecht |                 |
| Zweiffel                                        | seit 1386                                   | niederrheinisches Uradelsgeschlecht im Herzogtum Berg; 1653 Reichsfreiherrenstand |                 |
| Zweimen                                         | 1261 bis Ende 18. Jahrhundert               | erloschenes altritterliches, sächsisch-meißnisches Ministerialengeschlecht |                 |
| Zwerger                                         | seit 1532                                   | altbayerisches Adelsgeschlecht vom Walchensee |                 |
| Zweydorff                                       | ab 1241                                     | braunschweigisches Patrizier- und Ratsgeschlecht |                 |
| Zweyer von Evenbach                             | 14. Jh. bis 1836                            | aus dem innerschweizerischen Uri stammendes Geschlecht |                 |
| Zwickel                                         | ?                                           | steiermärkisches Adelsgeschlecht, das auch in Österreich begütert war; 1590 Freiherrenstand |                 |
| Zwierlein                                       | 1752 bis 1972                               | hessisches Briefadelsgeschlecht, 1790 Reichsfreiherrenstand |                 |
| Zwingenberg                                     | 1222–1450                                   | erloschenes schwäbisches Edelherrengeschlecht, das später in die Ministerialität und den niederen Adel abstieg |                 |
| Zwingenstein von Saleck                         | 13. bis 16. Jh.                             | erloschenes tirolisches Adelsgeschlecht |                 |
| Zyllnhardt                                      | ?                                           | fränkisch-schwäbisches Rittergeschlecht mit Sitz im Ritterkanton Odenwald |                 |